# Stephen Clegg Rowan

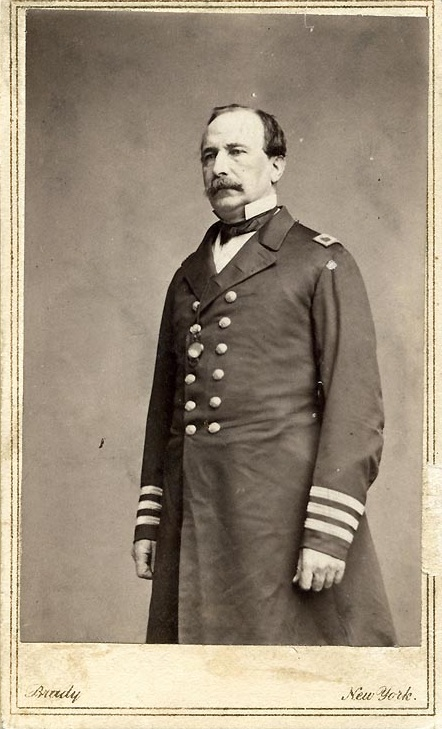
Stephen Clegg Rowan, 1862

Stephen Clegg Rowan (* 25. Dezember 1808 in Dublin; † 31. März 1890 in Washington) war ein Vizeadmiral der United States Navy.

## Biografie
Rowan kam 1818, im Alter von zehn Jahren, in die Vereinigten Staaten. Die Familie lebte in Piqua, Ohio. Er war ein Absolvent der Miami University. 1826, mit 17 Jahren, trat er in die US-Marine ein und wurde Midshipman (Seekadett) und 1837 Leutnant. Er war im Mexikanisch-Amerikanischen Krieg aktiv und diente 1846 als Offizier der Schaluppe USS-Cyane während der Einnahme von Monterey in Kalifornien und bei der Besetzung von San Diego und Los Angeles. 1855 erfolgte seine Beförderung zum Commander.
Er war 1861 Kapitän der Schaluppe Pawnee beim Ausbruch des amerikanischen Bürgerkriegs. Er versuchte Fort Sumter in die Bucht von Charleston in South Carolina zu entlasten und ließ Norfolk Navy Yard in Portsmouth in Virginia niederbrennen.
Im Herbst 1861 war er beteiligt an der Eroberung der Festungen Hatteras Inlet in der Mündung beim Pamlico Sound in North Carolina. Er kommandierte eine Flottille in den North Carolina-Sounds; im Februar 1862 beteiligt an der Einnahme von Roanoke Island. Befördert zum Captain und Commodore unterstützte er dann die Eroberung von Elizabeth City, Edenton und New Bern. Im Sommer 1863 blockierte seine Flottille erfolgreich Charleston. Im August 1863 übernahm er den Befehl der Bundeskräfte um die North Carolina-Sounds. Kurz danach griff das halb tauchende Torpedoboot CSS-David der Südstaaten sein Flaggschiff, die New Ironside, an und beschädigte es schwer.
Nach dem Sezessionskrieg war er 1866/67 als Rear-Admiral Kommandant des Norfolk Navy Yard. Von 1868 bis 1870 erhielt er das Kommando über das Asiatische Geschwader als Nachfolger von Commodore John R. Goldsborough. Er wurde am 15. August 1870 zum Vizeadmiral befördert.
Rowan diente von 1872 bis 1876 als Kommandant des New York Navy Yard, war 1881 Gouverneur des Philadelphia Naval Asylum in Philadelphia, Pennsylvania und von 1882 bis 1889 Superintendent des Marine-Observatoriums in Washington, D.C. Er hatte bis 1889 eine 63-jährige Karriere; einer der längsten in der Geschichte der United States Navy.

## Ehrungen
- Vier US Navy Schiffe wurden als USS Rowan nach ihm benannt.
- Die Rowan Hall an der Miami University erhielt seinen Namen.
- Eine Grundschule in San Diego, Kalifornien, heißt Stephen Rowan Elementary.
- Ein kleiner Park in der Nachbarschaft von Piqua, Rowans Heimatstadt, trägt seinen Namen.
- In der Historischen Rangordnung der höchsten Offiziere der Vereinigten Staaten wird er auf dem neunten Rang geführt.